# Tokareve, Velîka Oleksandrivka
Tokareve (în ucraineană Токареве) este un sat în comuna Bilousove din raionul Velîka Oleksandrivka, regiunea Herson, Ucraina.

## Demografie
Componența lingvistică a localității Tokareve
     Ucraineană (94,8%)
     Rusă (5,2%)
Conform recensământului din 2001, majoritatea populației localității Tokareve era vorbitoare de ucraineană (94,8%), existând în minoritate și vorbitori de rusă (5,2%).